# Gildhøj (Brøndby Kommune)
 For alternative betydninger, se Gildhøj. (Se også artikler, som begynder med Gildhøj)
Gildhøj er en fredet rundhøj i Brøndby Kommune, beliggende umiddelbart nordvest for kommunens rådhus. Højen er beskrevet ved Nationalmuseets museale berejsninger i 1889 og 1938, Skov- og Naturstyrelsens berejsning i 1988, samt Kroppedal Museums tilsyn i 2011. Højen, der er dateret til oldtiden, er ikke udgravet.
Gildhøj har lagt navn til flere institutioner i kommunen, heriblandt Ældrecentret Gildhøjhjemmet og Gildhøj Privathospital, samt vejene Gildhøj og Gildhøjparken.

## Eksternt link
- Gildhøj på Fund og Fortidsminder

55°39′15.9″N 12°24′58.28″Ø / 55.654417°N 12.4161889°Ø